# Życie za życie (film 2003)
Życie za życie (oryg. The Life of David Gale) – dramat kryminalny z 2003 roku w reżyserii Alana Parkera.

## Opis fabuły
David Gale (Spacey) został skazany na śmierć za gwałt i zabójstwo. Do jego egzekucji pozostało zaledwie kilka dni. Dziennikarka Bitsey Bloom (Winslet) dostaje propozycję przeprowadzenia wywiadu ze skazańcem. Razem ze współpracownikiem wyjeżdża do Teksasu, gdzie odkrywa, że sprawa nie jest tak jasna, jakby się wydawało. Gale był działaczem Deathwatch, organizacji protestującej przeciw karze śmierci. Pracował na miejscowym uniwersytecie i uchodził za niezwykle utalentowanego wykładowcę, a ofiara, Constance Harraway (Linney), była jego bliską znajomą, współpracowniczką w Deathwatch.

## Obsada
- Kate Winslet – Bitsey Bloom
- Kevin Spacey – David Gale
- Laura Linney – Constance Harraway
- Gabriel Mann – Zack
- Cleo King – Barbara Kreuster
- Matt Craven – Dusty
- Constance Jones – Reporter A.J. Roberts
- Lee Ritchey – Joe Mullarkey
- Jim Beaver – Duke Grover
- Rhona Mitra – Berlin